# Wietługa (miasto)
Wietługa – miasto w Rosji, w obwodzie niżnonowogrodzkim. W 2010 roku liczyło 8954 mieszkańców.